# Акурайку

фото обкладинки книги

«Акурайку»[ISBN відсутній] — книга художньої публіцистики Василя Чепурного, видана редакційно-видавничим центром «Сіверщина» 2009 року (Мена, друкарня «Домінант»).
Розділи книги:
- «Колонка редактора»
- «Росія»
- «Щоденник помаранчевого революціонера»
- «Дискусія»
- «Подорожі».

Книга видана накладом 1 тис. примірників.
Слово «акурайку», що стало назвою книги, походить із села Авдіївка Сосницького району і є частиною давньої колядки. Колядка, за розшифруванням етнолога Миколи Ткача, походить із санскриту.
Автор розповідає про своє село, політику і журналістику, розмірковує над сьогоденням — зокрема, виступає за зміну українсько-російської політики: «Росія є зоною стратегічних українських інтересів». Окремий інтерес становить «Щоденник помаранчевого революціонера» та дискусія про Пушкіна та російську літературу з поетом Володимиром Базилевським.
Василь Чепурний — головний редактор газети «Сіверщина» , яка виходить у Чернігові з 1993 року.

## Критика
Книга отримала схвальні відгуки Левка Лук'яненка, Євгена Барана , Петра Сороки , Леоніда Ісаченка 